# Фридрих II фон Хайнценберг
Фридрих II фон Хайнценберг (на немски: Friedrich II/III von Heinzenberg; * ок. 1220/1224 в Хайнценберг; † 1303) е благородник от род Хайнценберг в Бад Кройцнах на Рейн, Прусия.
Той е син на Йохан I фон Хайнценберг, фогт на Равенгирсбург († пр. 24 май 1292) и съпругата му Антикония († сл. 1285). Внук е на Вилхелм II фон Хайнценберг († сл. 1253). Правнук е на Вилхелм I фон Хайнценберг († сл. 1224) и съпругата му фон Вайербах. Праправнук е на Фридрих II фон Кирберг, фогт на Равенгирсбург († сл. 1195) и потомък на Фридрих I фон Кирберг, фогт на Равенгирсбург († сл. 1159). Роднина е на трубадур Вилхелм III фон Хайнценберг (минезингер 1262 – 1293).
Собственостите на фамилията се намират в областта на Хунсрюк в Рейнланд-Пфалц. Малко преди 1400 г. родът на Хайнценбергите измира. Те продават накрая голяма част от собствеността. Техни наследници стават рицарите от дворец Вартенщайн. Замъкът Хайнценберг (от пр. 1152 г.) изгаря през 1452 г.

## Фамилия
Фридрих II фон Хайнценберг се жени 1224 г. за Гената (Рената) фон Франкенщайн (* 1225; † сл. 1303). Те имат децата:
- Маргарета фон Хайнценберг (* 1244 в дворец Рейнграфенщайн; † сл. 1330), омъжена 1269 г. в Рейнграфенщайн за Зигфрид II фон Рейнграф фон Щайн (* ок. 1240; † пр. 7 април 1327) [3]
- Йохан III фон Хайнценберг (* ок. 1242 в Хайнценберг)
- Фридрих фон Хайнценберг (* ок. 1244 в Хайнценберг; † 1344)